# Guvernul Manea Mănescu (2)
Guvernul Manea Mănescu (2) a fost un consiliu de miniștri care a guvernat România în perioada 18 martie 1975 - 30 martie 1979.

## Modificări în structura Guvernului
Conform art. 80 din Constituție, din Guvern mai făceau parte, ca membri:
- președintele Consiliului Central al Uniunii Generale a Sindicatelor;
- președintele Uniunii Naționale a Cooperativelor Agricole de Producție;
- președinta Consiliului Național al Femeilor;
- primul secretar al Comitetului Central al Uniunii Tineretului Comunist.

Biroul Executiv al Guvernului era constituit din prim-ministru, viceprim-miniștri, ministrul aprovizionării tehnico-materiale și controlului gospodăririi fondurilor fixe și ministrul de finanțe.

## Componența
- Prim-ministru al Guvernului

Manea Mănescu (18 martie 1975 - 30 martie 1979)

### Vicepreședinți ai Consiliului de Miniștri
- Prim-viceprim-ministru al Guvernului

Ilie Verdeț (7 martie 1978 - 30 martie 1979)
- Prim-viceprim-ministru al Guvernului

Gheorghe Oprea (7 martie 1978 - 30 martie 1979)
- Viceprim-ministru al Guvernului

Angelo Miculescu (18 martie 1975 - 30 martie 1979)
- Viceprim-ministru al Guvernului

Janos Fazekas (18 martie 1975 - 30 martie 1979)
- Viceprim-ministru al Guvernului

Paul Niculescu-Mizil (18 martie 1975 - 30 martie 1979)
- Viceprim-ministru al Guvernului

Gheorghe Rădulescu (18 martie 1975 - 29 martie 1979)
Nicolae Constantin (29 - 30 martie 1979)
- Viceprim-ministru al Guvernului

Emil Drăgănescu (18 martie 1975 - 7 martie 1978)
Virgil Cazacu (7 martie 1978 - 30 ianuarie 1979)
- Viceprim-ministru al Guvernului și președinte al Comisiei Guvernamentale de Colaborare Economică și Tehnică

Mihai Marinescu (18 martie 1975 - 7 martie 1978)
- Viceprim-ministru al Guvernului

Ion Pățan (18 martie 1975 - 30 martie 1979)
- Viceprim-ministru al Guvernului

Gheorghe Oprea (18 martie 1975 - 7 martie 1978)
- Viceprim-ministru al Guvernului

Gheorghe Cioară (16 iunie 1976 - 30 ianuarie 1979)
Ion Dincă (30 ianuarie - 30 martie 1979)
- Viceprim-ministru al Guvernului

Ion Ioniță (16 iunie 1976 - 30 martie 1979)
- Viceprim-ministru al Guvernului

Cornel Burtică (26 ianuarie 1977 - 30 martie 1979)
- Viceprim-ministru al Guvernului

Ion Stănescu (26 ianuarie 1977 - 7 martie 1978)
- Viceprim-ministru al Guvernului

Virgil Trofin (12 octombrie 1978 - 30 martie 1979)

### Miniștri
- Ministrul de interne

Teodor Coman (18 martie 1975 - 4 septembrie 1978)
George Homoștean (4 septembrie 1978 - 30 martie 1979)
- Ministrul de externe

George Macovescu (18 martie 1975 - 23 martie 1978)
Ștefan Andrei (23 martie 1978 - 30 martie 1979)
- Ministrul justiției

Emil Nicolcioiu (18 martie 1975 - 26 ianuarie 1977)
Constantin Stătescu (26 ianuarie 1977 - 30 martie 1979)
- Ministrul apărării naționale

Ion Ioniță (18 martie 1975 - 16 iunie 1976)
Ion Coman (16 iunie 1976 - 30 martie 1979)
- Președintele Comitetului de Stat al Planificării (cu rang de ministru)

Mihai Marinescu (18 martie 1975 - 7 martie 1978)
Ilie Verdeț (7 martie 1978 - 29 martie 1979)
Nicolae Constantin (29 - 30 martie 1979)
- Ministrul finanțelor

Florea Dumitrescu (18 martie 1975 - 7 martie 1978)
Paul Niculescu Mizil (7 martie 1978 - 30 martie 1979)
- Ministerul industriei metalurgice

Neculai Agachi (18 martie 1975 - 30 martie 1979)
- Ministrul industriei chimice

Mihail Florescu (18 martie 1975 - 30 martie 1979)
- Ministrul minelor, petrolului și geologiei

Bujor Almășan (18 martie 1975 - 26 ianuarie 1977)
Constantin Băbălău (26 ianuarie - 14 decembrie 1977)
Vasile Patilineț (14 decembrie 1977 - 30 martie 1979)
- Ministrul energiei electrice

Nicolae Mănescu (18 martie 1975 - 26 ianuarie 1977)
Trandafir Cocârlă (26 ianuarie 1977 - 30 ianuarie 1979)
Gheorghe Cioară (30 ianuarie - 30 martie 1979)
- Ministrul economiei forestiere și materialelor de construcții

Vasile Patilineț (18 martie 1975 - 14 decembrie 1977)
Virgil Trofin (14 decembrie 1977 - 12 octombrie 1978)
Ludovic Fazekas (12 octombrie 1978 - 30 martie 1979)
- Ministrul construcțiilor industriale

Vasile Bumbăcea (18 martie 1975 - 21 noiembrie 1977)
ad-int. Gheorghe Cioară (21 noiembrie 1977 - 7 martie 1978)
Gheorghe Cioară (7 martie 1978 - 30 ianuarie 1979)
Ion Dincă (30 ianuarie - 30 martie 1979)
- Ministrul industriei construcțiilor de mașini grele

Ioan Avram (18 martie 1975 - 30 martie 1979)
- Ministrul industriei construcțiilor de mașini-unelte și electrotehnicii

Constantin Ionescu (18 martie 1975 - 30 martie 1979)
- Ministrul industriei ușoare

Gheorghe Cazan (18 martie - 29 septembrie 1975)
Lina Ciobanu (29 septembrie 1975 - 30 martie 1979)
- Ministrul agriculturii, industriei alimentare și apelor

Angelo Miculescu (18 martie 1975 - 30 martie 1979)
- Ministrul comerțului interior

Janos Fazekas (18 martie 1975 - 30 martie 1979)
- Ministrul comerțului exterior și cooperării economice internaționale

Ion Pățan (18 martie 1975 - 7 martie 1978)
Cornel Burtică (7 martie 1978 - 30 martie 1979)
- Ministrul Aprovizionării Tehnico-Materiale și Controlului Gospodăririi Fondurilor Fixe

Maxim Berghianu (18 martie 1975 - 7 martie 1978)
Ion Pățan (7 martie 1978 - 30 martie 1979)
- Ministrul transporturilor și telecomunicațiilor

Traian Dudaș (18 martie 1975 - 30 martie 1979)
- Ministrul turismului

Ion Cosma (18 martie 1975 - 1 martie 1978)
Nicolae Doicaru (7 martie - 15 august 1978)
- Ministrul sportului

Emil Drăgănescu (7 martie - 15 august 1978)
- Ministrul turismului și sportului

Emil Drăgănescu (15 august 1978 - 30 martie 1979)
- Ministrul sănătății

Radu Păun (18 martie 1975 - 16 iunie 1976)
Nicolae Nicolaescu (16 iunie 1976 - 6 septembrie 1978)
Eugen Proca (18 septembrie 1978 - 30 martie 1979)
- Ministrul muncii

Petre Lupu (18 martie 1975 - 26 ianuarie 1977)
Gheorghe Pană (26 ianuarie 1977 - 30 ianuarie 1979)
Emil Bobu (30 ianuarie - 30 martie 1979)
- Ministrul educației și învățământului

Paul Niculescu-Mizil (18 martie 1975 - 16 iunie 1976)
Suzana Gâdea (16 iunie 1976 - 30 martie 1979)
- Ministrul pentru Problemele Tineretului (în calitate de prim-secretar al C.C. al U.T.C.)

Ion Traian Ștefănescu (18 martie 1975 - 30 martie 1979)

### Miniștri secretari de stat
- Ministru secretar de stat la Ministerul de Interne

Iulian Vlad (9 mai 1977 - 30 martie 1979)
- Ministru secretar de stat la Ministerul de Interne și șef al Departamentului Securității Statului

Tudor Postelnicu (7 martie 1978 - 30 martie 1979)
- Ministru secretar de stat la Ministerul de Externe

Ilie Rădulescu (7 martie 1978 - 2 februarie 1979)
- Ministru secretar de stat la Ministerul Industriei Chimice

Dumitru Alecu (26 ianuarie 1977 - 10 iulie 1978)
Dumitru Popa (10 iulie 1978 - 29 martie 1979)
- Ministru secretar de stat la Ministerul Construcțiilor Industriale

Ion Stănescu (7 martie 1978 - 30 martie 1979)
- Ministru secretar de stat la Ministerul Industriei Construcțiilor de Mașini

Gheorghe Petrescu (26 ianuarie 1977 - 30 martie 1979)
- Ministru secretar de stat la Ministerul Agriculturii și Industriei Alimentare

Maxim Berghianu (25 ianuarie - 30 martie 1979)
- Ministru secretar de stat la Ministerul Comerțului Exterior și Cooperării Economice Internaționale

Nicolae M. Nicolae (18 martie 1975 - 11 iunie 1976)
Dumitru Bejan (26 ianuarie 1977 - 30 martie 1979)
- Ministru secretar de stat la Ministerul Comerțului Exterior și Coooperării Economice Internaționale

Nicolae Ionescu (18 martie 1975 - 26 ianuarie 1977)
Bujor Almășan (26 ianuarie 1977 - 1 martie 1978)
Constantin Niță (23 martie 1978 - 30 martie 1979)
- Ministru secretar de stat la Ministerul Aprovizionării Tehnico-Materiale și Controlului Gospodăririi Fondurilor Fixe

Richard Winter (7 martie 1978 - 30 martie 1979)
- Președintele Consiliului Culturii și Educației Socialiste

Dumitru Popescu (18 martie 1975 - 4 noiembrie 1976)
Miu Dobrescu (4 noiembrie 1976 - 30 martie 1979)
- Secretar de stat la Consiliul Culturii și Educației Socialiste

Ion Gălăteanu (9 septembrie 1978 - 30 martie 1979)
- Președintele Consiliului Național pentru Știință și Tehnologie (cu rang de ministru)

Ioan Ursu (18 martie 1975 - 30 martie 1979)
- Președintele Comitetului pentru Problemele Consiliilor Populare (cu rang de ministru)

Iosif Uglar (18 martie 1975 - 30 martie 1979)
- Prim-vicepreședinte al Comitetului de Stat al Planificării (cu rang de ministru secretar de stat)

Gheorghe Gaston Marin (18 martie 1975 - 7 martie 1978)
Cornel Onescu (7 martie 1978 - 30 martie 1979)
- Președintele Comitetului de Stat pentru Prețuri (cu rang de ministru secretar de stat)

Gheorghe Gaston Marin (18 martie 1975 - 30 martie 1979)
- Prim-vicepreședinte al Consiliului Organizării Economico-Sociale (cu rang de ministru secretar de stat)

Ioachim Moga (26 ianuarie 1977 - 30 martie 1979)
- Vicepreședinte al Consiliului Organizării Economico-Sociale (cu rang de ministru secretar de stat)

Mihai Marinescu (7 martie 1978 - 30 martie 1979)
- Președintele Consiliului Național al Apelor (cu rang de ministru)

Florin Ioan Iorgulescu (18 martie 1975 - 30 martie 1979)
- Președintele Comitetului de Stat pentru Energie Nucleară (cu rang de ministru)

Ioan Ursu (18 martie 1975 - 2 noiembrie 1976)
Cornel Mihulecea (2 noiembrie 1976 - 30 martie 1979)
- Președintele Consiliului Central al Uniunii Generale a Sindicatelor din România (cu rang de ministru)

Gheorghe Pană (18 martie 1975 - 30 martie 1979)
- Șef al Departamentului Industriei Alimentare (cu rang de ministru)

Constantin Iftodi (18 martie 1975 - 26 ianuarie 1977)
Petre Blajovici (26 ianuarie 1977 - 30 martie 1979)
- Șef al Departamentului Agriculturii de Stat (cu rang de ministru)

Marin Capisizu (18 martie 1975 - 30 martie 1979)
- Președintele Consiliului de Coordonare a Producției de Larg Consum (cu rang de ministru)

Paul Niculescu Mizil (16 iunie 1976 - 30 martie 1979)
- Președintele Comitetului pentru Presă și Tipărituri (cu rang de ministru)

Ion Gălăteanu (4 februarie - 24 decembrie 1977)
- Președintele Departamentului Cultelor (cu rang de ministru)

Ion Roșianu (4 februarie 1977 - 30 martie 1979)

## Sursa
- Stelian Neagoe - "Istoria guvernelor României de la începuturi - 1859 până în zilele noastre - 1995" (Ed. Machiavelli, București, 1995)
- Rompres Arhivat în 11 februarie 2007, la Wayback Machine.

| Precedat(ă) de: Guvernul Manea Mănescu (1) | Guvernul Manea Mănescu (2) 18 martie 1975 - 30 martie 1979 | Succedat(ă) de: Guvernul Ilie Verdeț (1) |